# Admestina archboldi
Admestina archboldi là một loài nhện trong họ Salticidae.
Loài này thuộc chi Admestina. Admestina archboldi được Piel miêu tả năm 1992.